# Wild Lions and Ferocious Cheese
Wild Lions and Ferocious Cheese è un cortometraggio muto del 1920 scritto e diretto da William H. Watson.

## Produzione
Il film fu prodotto dalla Century Film.

## Distribuzione
Distribuito dall'Universal Film Manufacturing Company, il film - un cortometraggio in due bobine - uscì nelle sale cinematografiche USA il 3 luglio 1920.